# ماکاها ولی (هاوایی)
ماکاها ولی (به انگلیسی: Mākaha Valley) یک منطقهٔ مسکونی در ایالات متحده آمریکا است که در شهرستان هونولولو، هاوایی واقع شده‌است. ماکاها ولی ۱۰٫۷ کیلومتر مربع مساحت و ۱٬۳۴۱ نفر جمعیت دارد و ۸۷ متر بالاتر از سطح دریا واقع شده‌است.